# Sanirajak
Sanirajak (ᓴᓂᕋᔭᒃ en syllabes inuktitut, littéralement, « le littoral ») ou Hall Beach est une communauté inuite située dans la région de Qikiqtaaluk au Nunavut (Canada). La localité fut fondée en 1957 lors de la construction d'un site de la ligne DEW. Aujourd'hui, Hall Beach est l'hôte d'un radar du système d'alerte du Nord et de l'aéroport de Hall Beach.
La communauté est relativement près d'une autre communauté du Nunavut ; ce qui est chose rare dans ce vaste territoire. En effet, Igloolik est situé à 69 km à vol d'oiseau de Sanirajak.
Selon le recensement de 2006 de Statistiques Canada, la population de Hall Beach est de 654 habitants ; ce qui représente une croissance démographique de 7,4 % par rapport au recensement de 2001.
En 1971, sept fusées-sondes de modèle TE-416 Tomahawk des laboratoires Sandia ont été lancées à partir de Hall Beach et certaines atteignirent une altitude de 270 km.

## Annexe